# Il solco di pesca
Pour plus de détails, voir Fiche technique et Distribution.
Il solco di pesca est une comédie érotique italienne réalisée par Maurizio Liverani et sortie en 1976.

## Synopsis
Davide est un photographe obsédé par la religion et le postérieur des femmes, avec un oncle cardinal qui lui donne des directives morales strictes et une femme dont il est en train de se séparer. Il rencontre la Française Viviane, dont le mariage est en crise : il devient son amant et commence à fréquenter sa maison jusqu'à ce que son mari découvre la liaison et les mette tous les deux à la porte.
Viviane a pour domestique l'Emilienne Tonina, originaire de Casalecchio, qui veut garder sa virginité intacte et n'accepte donc que les rapports anaux. Lorsque Viviane quitte la maison, elle la suit et s'installe également chez Davide. Lorsque Viviane s'installe chez Davide, le désir s'éteint chez ce dernier, tandis que son masseur tombe amoureux de Viviane. Finalement, Viviane confie Tonina au masseur qui la libérera enfin du fardeau de la virginité. Mais Viviane la renvoie et engage une nouvelle bonne japonaise.

## Fiche technique
- Titre original italien : Il solco di pesca[1],[2],[3]
- Réalisation : Maurizio Liverani
- Scenario : Maurizio Liverani
- Photographie :	Angelo Bevilacqua
- Montage : Giuseppe Giacobino
- Musique : Teo Usuelli
- Décors : Antonio Visone (it)
- Costumes : Rita Corradini
- Maquillage : Stefano Trani
- Société de production : Top International Films
- Pays de production :  Italie
- Langue originale : italien
- Format : couleurs par Technicolor - 1,85:1
- Durée : 85 minutes
- Genre : Comédie érotique italienne
- Dates de sortie :
  - Italie : 26 mai 1976 (Milan)

## Distribution
- Martine Brochard : Viviane
- Gloria Guida : Tonina
- Alberto Terracina : Davide
- Diego Ghiglia : le mari de Viviane
- Roy Bosier : masseur
- Rita Corradini : l'amie de Viviane
- Emilio Cigoli : Oncle de Davide
- Annamaria Colantonio :
- Annamaria D'Amico :
- Giulietta Luisa Federici :
- Annamaria Masturzo :
- Antonio Pane :
- Guido Ruberto :
- Renzo Stacchi :